# Cvjetnica
Cvjetnica, Cvjetna nedjelja ili, službeno, Nedjelja Muke Gospodnje (lat. Dominica in Palmis de passione Domini), kršćanski je blagdan koji se slavi u nedjelju prije Uskrsa, tj. zadnju, šestu korizmenu nedjelju. Početak je Velikoga tjedna.

## Nazivi
Naziva se i Palmenica, Nedjelja od palmi, Palmana nedjelja (oko Dubrovnika), Neđeja od pome (Župa dubrovačka), Uličnica, Cvetnica, Cvetna nedel(j)a, Cvitna nedilja, a među Hrvatima u Mađarskoj i Macicina nedilja.

## Liturgija

### Svečani ulazak ophodom
Cvjetnica je uvod u Veliki tjedan, koji je „određen za slavljenje muke i smrti Kristove, počevši od Njegova mesijanskoga ulaska u Jeruzalem“ (Rimski misal, str. 46), kojega se Crkva i spominje te se „zato u svim crkvama vrši spomen toga Gospodnjega ulaska, prije glavne mise ophodom ili svečanim ulazom, a prije drugih misa običnim ulazom. Svečani ulaz, ali ne ophod, može se ponoviti i prije koje druge mise koja se obično slavi s velikim sudjelovanjem naroda“ (Rimski misal, str. 164). Kad je Isus ulazio u Jeruzalem, narod ga je dočekao mašući palminim i maslinovim grančicama i rasprostirući svoje haljine, putem kojim je išao jašući na magarcu. U spomen na taj događaj koji je predstavljao uvod u dramatične događaje Velikog tjedna, na Cvjetnicu se prije jedne mise obavlja procesija s blagoslovljenim palminim i maslinovim grančicama (ili, u krajevima gdje niti jedno nije dostupno, nekim inim grančicama). Ophod (procesija) temeljni je način spomena Kristova ulaska u Jeruzalem, te ga čine okupljanje zajednice pred kapelom, kojim drugim prigodnim mjestom ili pred samom crkvom, blagoslov grančica, navještaj evanđeoskoga odlomka i ophod prema crkvi u kojoj se slavi sveta misa.
Na početku uvodnoga obreda, zbor pjeva gregorijanski napjev Hosana Davidovu Sinu, a pri samomu ophodu koral Židovska su djeca ili popijevku Slava čast i hvala Ti ili njezine inačice.

### Služba Riječi
Crkva se na Cvjetnicu spominje i Kristove Muke koja je uslijedila sljedećih dana. Sama sveta misa posvećena je Isusovoj Muci na kojoj se čita ili pjeva cijeli izvještaj o Muci iz Evanđelja, koji zauzima središnje mjesto u bogoslužju Cvjetnice. Temeljne poruke Muke sažete su u Predslovlju Cvjetnice: „On je dragovoljno trpio nevin za grešnike, nedužan u brojen u zločince. Njegova je smrt uništila naša zlodjela, a njegovo uskrsnuće donijelo nam opravdanje.” Umjesto poklika Slava Tebi, Kriste, Bože, prije Evanđelja pjeva se zaziv Krist postade poslušan (Fil 2, 8-9), a kao psalam Bože moj (Ps 22), koji je Isus molio na križu (Mt 27, 46).

## Biblijski prikaz
Isusov svečani ulazak u Jeruzalem u dane prije Pashe opisan je u svima četirima Evanđeljima (Marko 11:1-11, Matej 21:1-11, Luka 19:28-44, i Ivan 12:12-19).
Prema izvještajima iz Evanđelja, Isus je pred Pashu prekinuo duže izbivanje iz Jeruzalema uvjetovano neprijateljskim namjerama tamošnjih poglavara (Iv 11:46-57). Odabrao je ući u Jeruzalem jašući na magarcu (koji, za razliku od konja, nije povezan s ratovanjem, nego s mirnodopskim djelatnostima), kako pripovijeda evađelist: „A Isus nađe magarčića i sjede na nj kao što je pisano: Ne boj se, kćeri Sionska! Evo, kralj tvoj dolazi jašuć na mladetu magaričinu!" (Iv 12:14-15). Tu se cilja na jedan od Starozavjetnih mesijanskih tekstova, onaj iz Knjige Zaharijijine: „Klikni iz sveg grla, Kćeri sionska! Viči od radosti, Kćeri jeruzalemska! Tvoj kralj se evo tebi vraća: pravičan je i pobjedonosan, ponizan jaše na magarcu, na magaretu, mladetu magaričinu. On će istrijebit' kola iz Efrajima i konje iz Jeruzalema; on će istrijebit' luk ubojni. On će navijestit' mir narodima; vlast će mu se proširit' od mora do mora i od Rijeke do rubova zemlje.” (Zah 9:9-10) Okupljeni židovski puk - koji je doista iščekivao dolazak Mesije, te je bio spreman prepoznati simboliku - odgovara kao u Psalmu 118: „Blagoslovljen koji dolazi u imenu Jahvinu! Blagoslivljamo vas iz Doma Jahvina! Obasjao nas Bog Jahve! Složite povorku s grančicama u ruci sve do rogova žrtvenika.” (Ps 118:26-27) 

## Običaji
U dijelovima Bosne i Hercegovine bi se obično dan prije ubralo cvijeća i potopilo u vodu kako bi ta voda bila što mirisnija. Na samo nedjeljno jutro svi članovi obitelji bi se umivali vodom s cvijećem.
Običaj je da vjernici blagoslovljene grančice ponesu u svoje domove i stave za raspelo na zidu, a dio odnesu u staju i polja. Blagoslovljene se grančice ostavljaju u kući i nakon što se osuše kao znak i podsjetnik na vjernost Isusu do druge Cvjetnice.
U Dalmaciji, posebice u i oko Dubrovnika i Splita na posvetu se nose pome tj. ispletene palmine grančice.
U Martincu svećenik prije sv. mise posveti micice (pupoljke vrbe), nakon čega pjevači otpjevaju „Palmica već je procvala”. Posvećena micica nosila bi se kući i stavljala na prozor, vanjsku gredu, kućni oltar ili neko prigodno mjesto u kući za zaštitu. Preostale grančice čuvaju se do iduće godine kada se pale i od njih se radi pepeo kojim se pepelja na Pepelnicu.

### Članci
- Jurilj, Zorica. 2018. Korizma i uskrs u Hercegovačkoj crkveno-pučkoj baštini. Ethnologica Dalmatica. Etnografski muzej Split. Zagreb. 25: 5–35

## Vanjske poveznice

### Sestrinski projekti
|  | Zajednički poslužitelj ima još gradiva o temi Cvjetnica |